# Liste der Biografien/Bure
Liste der Biografien |
Portal Biografien |
Personensuche
# |
A |
B |
C |
D |
E |
F |
G |
H |
I |
J |
K |
L |
M |
N |
O |
P |
Q |
R |
S |
T |
U |
V |
W |
X |
Y |
Z |
?
 
Ba |
Be |
Bd |
Bg |
Bh |
Bi |
Bj |
Bl |
Bm |
Bn |
Bo |
Br |
Bs |
Bu |
Bw |
By |
Bz
 
Bua |
Bub |
Buc |
Bud |
Bue |
Buf |
Bug |
Buh |
Bui |
Buj |
Buk |
Bul |
Bum |
Bun |
Buo |
Buq |
Bur |
Bus |
But–Buz
 
Bura |
Burb |
Burc |
Burd |
Bure |
Burf |
Burg |
Burh |
Buri |
Burj |
Burk |
Burl |
Burm |
Burn |
Buro |
Burp |
Burq |
Burr |
Burs |
Burt |
Buru |
Burv |
Burw |
Burx |
Bury |
Burz
Die Liste der Biografien führt alle Personen auf, die in der deutschsprachigen Wikipedia einen Artikel haben. Dieses ist eine Teilliste mit 79 Einträgen von Personen, deren Namen mit den Buchstaben „Bure“ beginnt.

## Bure
- Bure, Idelette de († 1549), Ehefrau Johannes Calvins
- Bure, Olof (1578–1655), schwedischer Mathematiker und Leibarzt
- Bure, Pawel Wladimirowitsch (* 1971), russischer Eishockeyspieler
- Bure, Waleri Wladimirowitsch (* 1974), russischer EishockeyspielerWaleri Wladimirowitsch Bure (* 1974)

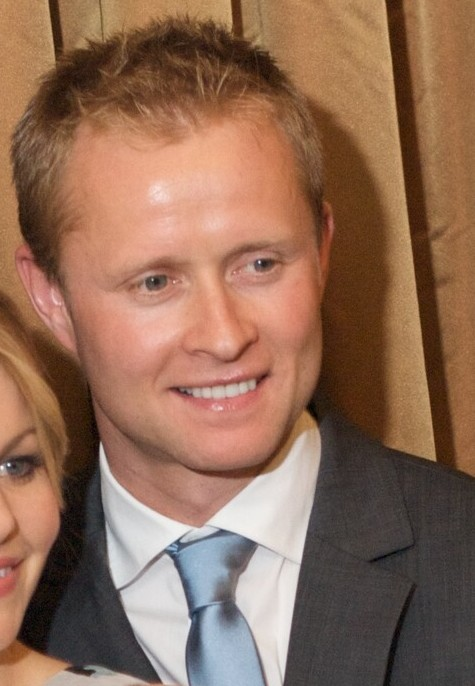
Waleri Wladimirowitsch Bure (* 1974)

- Bure, Wladimir Walerjewitsch (1950–2024), sowjetischer Schwimmer

### Burea
- Bureau, Édouard (1830–1918), französischer Mediziner und Botaniker
- Bureau, Florent (1906–1999), belgischer Mathematiker
- Bureau, Jacques (1860–1933), Politiker der Liberalen Partei Kanadas
- Bureau, Jean († 1463), Seigneur de Montglat und Großmeister der Artillerie von Frankreich
- Bureau, Marc (* 1966), kanadischer Eishockeyspieler und -scout
- Bureau, Pierre-Isidore (1827–1876), französischer Landschaftsmaler und Graphiker
- Bureau, Roger (1909–1945), belgischer Eishockeyspieler

### Bureb
- Burebista, dakischer König

### Bureh
- Bureh, Bai (1840–1908), sierra-leonischer Häuptling und Krieger

### Burej
- Burejewa, Wladislawa Igorewna (* 1989), russische Skirennläuferin

### Burek
- Burek, Jürgen (1936–2013), deutscher Radrennfahrer
- Burek, Vincent (1920–1975), deutscher Kunstmaler und Grafiker

### Burel
- Burel, Clara (* 2001), französische Tennisspielerin
- Burel, Gérard (1935–2012), französischer Politiker
- Burel, Léonce-Henri (1892–1977), französischer Kameramann und Regisseur
- Burel, Simone (* 1986), deutsche Sprachwissenschaftlerin, Autorin, Unternehmerin und Beirätin
- Burelbach, Rainer (* 1965), deutscher Politiker (CDU)
- Burelli, Augusto Romano (* 1938), italienischer Architekt und Designer

### Buren
- Buren, Angela Uhlig-van (* 1952), deutsche Juristin
- Büren, Armin von (1928–2018), Schweizer Radrennfahrer
- Büren, Arnold von (1536–1614), Domdechant und Domherr in Münster
- Büren, Balthasar von († 1583), Domherr in Münster
- Buren, Bayar (1960–2018), chinesischer Volkssänger
- Büren, Bernhard von († 1580), Vicedominus sowie Domherr in Münster und Paderborn
- Büren, Bernhard von (1564–1638), Geistlicher Rat und Domvikar in Münster
- Buren, Daniel (* 1938), französischer Maler und BildhauerDaniel Buren (* 1938)

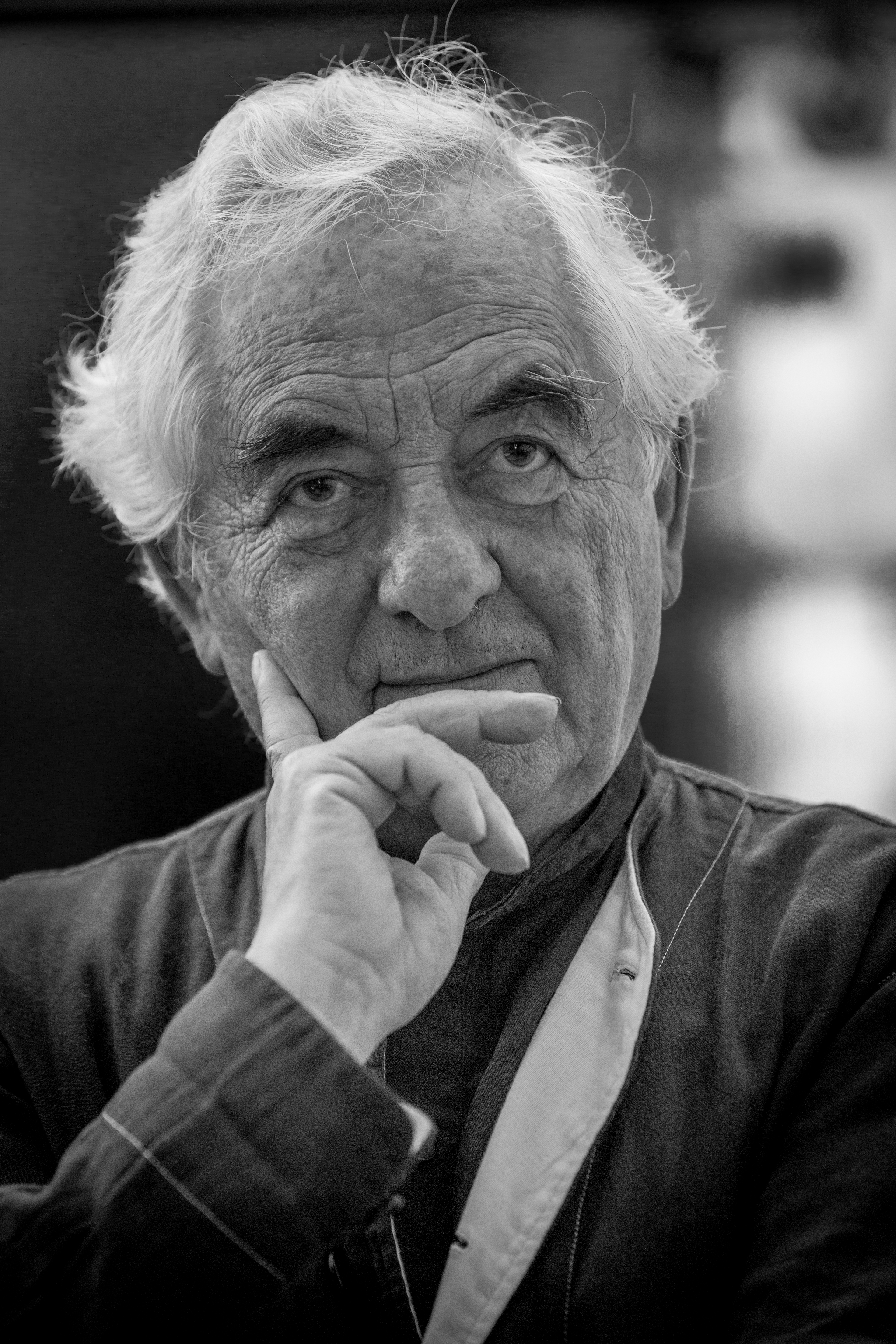
Daniel Buren (* 1938)

- Büren, Daniel von der Ältere († 1541), Bürgermeister von Bremen
- Büren, Daniel von der Jüngere (1512–1593), Ratsherr und Bürgermeister in Bremen
- Büren, David von (1614–1659), Schweizer Politiker, Landvogt und Berner Grossrat
- Büren, Elisabeth Wilhelmina von († 1699), Äbtissin im Stift Nottuln
- Büren, Erhard von (* 1940), Schweizer Schriftsteller
- Büren, Gerhard Lothar von († 1660), adeliger Domherr und Domdekan im Fürstbistum Speyer
- Büren, Joachim von († 1557), Domherr in Münster und Paderborn
- Büren, Johann Wilhelm von (1643–1680), Domherr in Münster
- Büren, Karl (1871–1942), deutscher Verwaltungsjurist und Politiker
- Büren, Ludwig von (1735–1806), Schweizer Militär und Landvogt
- Büren, Melchior von († 1589), Domherr in Münster
- Büren, Melchior von († 1546), Domherr, Domkantor und Domkellner in Münster
- Buren, Mick van (* 1992), niederländischer Fußballspieler
- Büren, Moritz von (1604–1661), letzter Freiherr von Büren, Präsident des Reichskammergerichts in Speyer
- Büren, Oskar von (* 1933), Schweizer Radsportler
- Büren, Otto von (1822–1888), Schweizer Politiker
- Buren, Paul van (1924–1998), US-amerikanischer Theologe und Hochschullehrer
- Büren, Roland von (* 1944), Schweizer Rechtswissenschaftler
- Büren, Wilhelm von († 1618), Domvikar in Münster
- Burenitz, Wenzel Gerard von († 1416), Administrator von Olmütz
- Burenius, Arnold († 1566), deutscher Humanist und Professor für Philosophie an der Universität Rostock
- Burenne, Henriette († 1878), tschechische Opernsänger (Alt)

### Burer
- Bürer, Barbara (* 1955), Schweizer Journalistin und Hörfunk- und Fernsehmoderatorin
- Bürer, Kurt (1925–2009), Schweizer Politiker (CVP)

### Bures
- Bures Miller, George (* 1960), kanadischer Klang-, Installationskünstler und Filmemacher
- Bures, Donald John Charles, kanadischer Mathematiker und Hochschullehrer
- Bures, Doris (* 1962), österreichische Politikerin (SPÖ), Abgeordneter zum NationalratDoris Bures (* 1962)

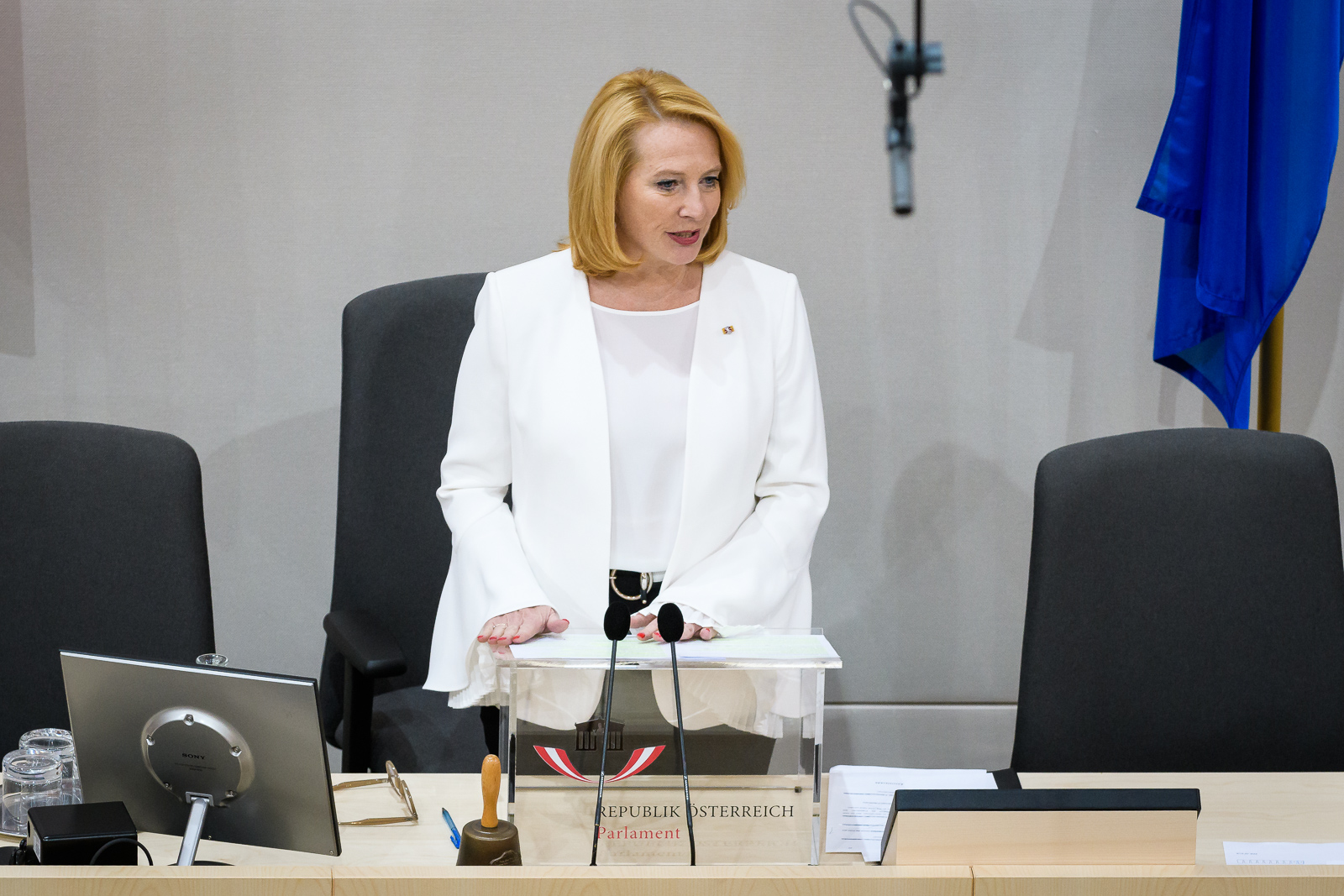
Doris Bures (* 1962)

- Bures-Bönström, Valerie (* 1979), deutsche Unternehmerin und Informatikerin
- Buresch, Alexander (* 1973), deutscher Drehbuchautor
- Buresch, Ernst (1817–1892), deutscher Ingenieur und Eisenbahn-Baurat
- Buresch, Ernst Siegfried (1900–1969), deutscher Offizier und Verwaltungsjurist, Präsident des Landessozialgerichts Schleswig
- Buresch, Friedrich (1821–1885), deutscher Fabrikant
- Buresch, Harald (* 1977), deutscher Musicaldarsteller und Bühnenautor
- Buresch, Iwan (1885–1980), bulgarischer Zoologe
- Buresch, Karl (1878–1936), österreichischer Rechtsanwalt und Politiker (CS), Abgeordneter zum Nationalrat
- Buresch, Walter (1860–1928), deutscher Verwaltungsjurist, Landrat in der Provinz Posen
- Buresch, Wolfgang (1941–2025), freier Autor, Puppenspieler, RegisseurWolfgang Buresch (1941–2025)

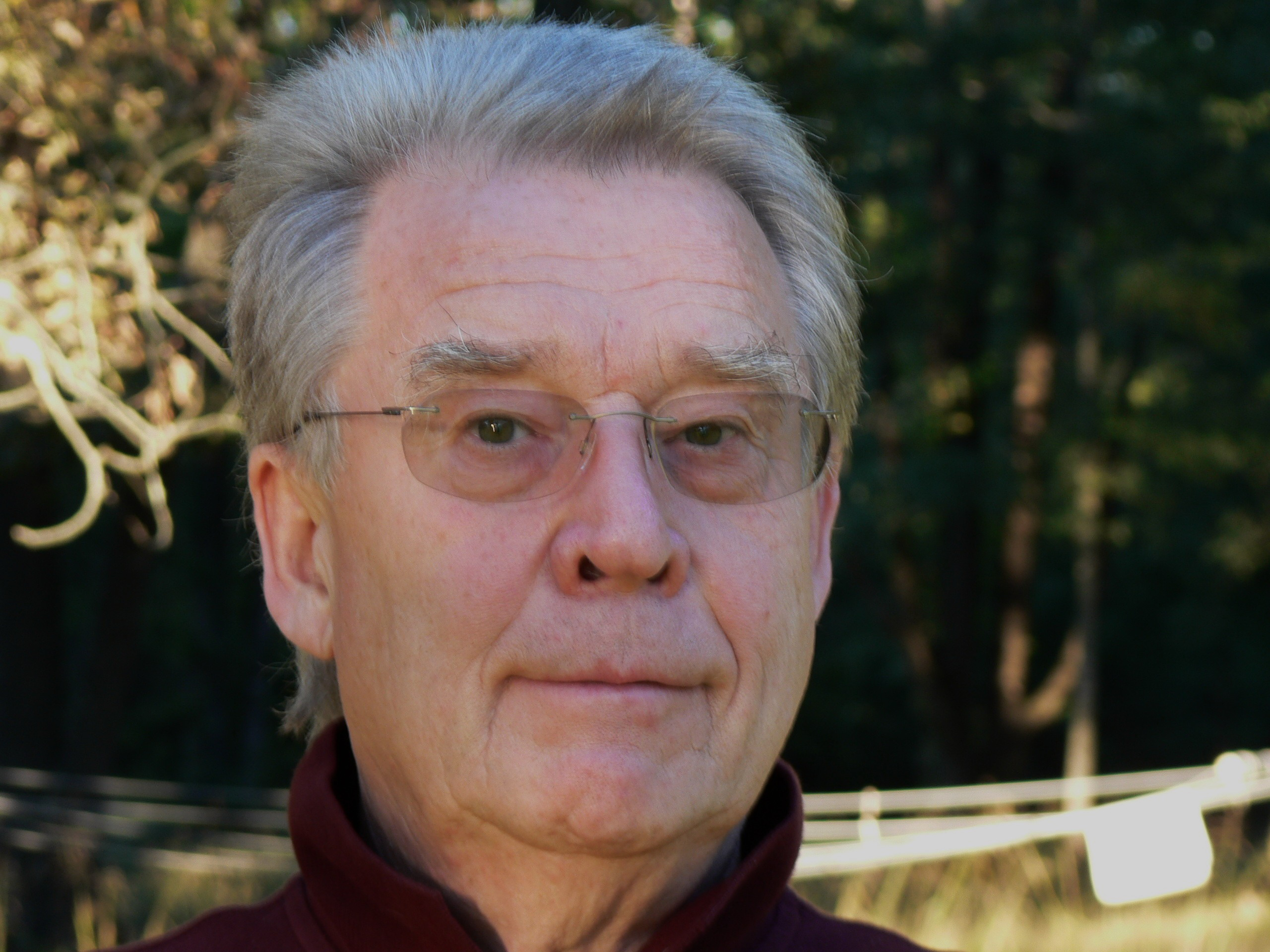
Wolfgang Buresch (1941–2025)

- Buress, Hannibal (* 1983), US-amerikanischer Schauspieler, Autor und Stand-Up-Komiker
- Burestedt, Felix (* 1995), schwedischer Badmintonspieler

### Buret
- Buret, Eugène (1810–1842), französischer Ökonom, Soziologe und Journalist
- Buret, Isabelle, französische Ingenieurin
- Buret, Maurice (1909–2003), französischer Dressurreiter
- Buret, Timothé (* 1995), französischer Automobilrennfahrer
- Buretsu (489–507), 25. Tennō von Japan (498–507)
- Burette, Bernard, französischer Cembalist, Komponist und Lehrer

### Bureu
- Bureus, Johannes (1568–1652), schwedischer Hofarchivar, Runenforscher und Schriftsteller

### Burev
- Burevik, Angelica (* 1958), schwedische Fußballspielerin

### Burew
- Burewij, Kost (1888–1934), ukrainischer Dichter, Dramatiker, Theaterwissenschaftler, Literaturkritiker und Übersetzer